# Alfred Rust
Alfred Rust (4. července 1900, Hamburk – 14. srpna 1983, Ahrensburg) byl německý archeolog.
Původním povoláním elektrikář, zkoumal středoevropský paleolit. Pro jeho lepší pochopení se vypravil na cestu Blízký východ, kde objevil jednu z významných paleolitických lokalit - jeskyni Jabrud.